# Hortense McDuck
Hortense McDuck (No Brasil Hortênsia MacPatinhas ou Hortênsia McPato) é a irmã do Tio Patinhas. Sua outra irmã é Matilda McDuck.
Hortense casou-se com Patoso, com quem teve dois filhos gêmeos: Pato Donald e Dumbela Pato.
É filha de Fergus McDuck e de Donilda O'Pata.

## Biografia
Hortênsia nasceu em 1876 em Glasgow, Escócia, como a filha mais nova de Fergus e Donilda Mac Pato. Seus irmãos mais velhos eram Patinhas e Matilda. Outros escritores deram ao Tio Patinhas dois meio-irmãos, Gedeão e Patusco, embora estes dois não apareçam na concepção da Família Pato de Barks. Nicolau Patusco, seu tio paterno, também estava morando com eles.
Hortênsia nasceu em uma família de classe trabalhadora que vivia em relativa pobreza. Em 1877, seu irmão Patinhas, de dez anos, começou a trabalhar como engraxate em um esforço para ajudar no sustento de sua família. Na época, Hortênsia era apenas um bebê chupando o dedo e agarrada à irmã mais velha.
Em 1880, Patinhas percebeu que seus ganhos não eram suficientes, e emigrou para os Estados Unidos na esperança de ganhar sua própria fortuna. Fergus observou que "Tchau, Pitinha" foram as primeiras palavras faladas de Hortênsia.
Desde a tenra idade, era óbvio que Hortênsia tinha um temperamento bastante desagradável combinado com uma força considerável. Em 1882, Patinhas foi contratado como cowboy por Murdo MacKenzie. Para fazer isso, ele teve que montar uma égua que já havia conseguido se livrar de outros cinco outros vaqueiros. Patinhas logo conseguiu se tornar seu cavaleiro, embora nunca tenha realmente conseguido domesticá-la. Ele rebatizou o cavalo como "Hortênsia" em homenagem a sua irmã de seis anos de idade. Esta última achou essa ideia "pouco lisonjeira", na melhor das hipóteses.
Em 1885, as terras do Clã McDuck corriam o risco de serem confiscadas devido ao fato de Fergus não pagar os impostos. Os Whiskervilles, inimigos tradicionais dos McDucks desde o século 15, planejavam obter a propriedade das terras e já estavam tentando saquear o castelo e seu cemitério em busca de velhas relíquias e tesouros. Fergus e Nicolau guardaram o castelo para detê-los. Hortênsia, com apenas nove anos, ofereceu-se para ajudá-los e mostrou-se mais eficaz no conflito do que qualquer um dos McDucks mais velhos. Os Whiskervilles passaram a temê-la.
Em 1902, Tio Patinhas voltou à Escócia para buscar Hortênsia e Matilda. Um dos momentos de maior orgulho de Hortênsia foi quando ela sozinha fez com que todos os militares armados dos EUA fugissem da "Killmotor Hill" usando apenas uma vassoura combinada com seu mau humor, para vergonha do atual presidente, Theodore Roosevelt. Quando Patinhas se estabeleceu em Patópolis, começou a viajar pelo mundo tentando expandir seu império financeiro. De 1902 a 1930, ela e Matilda comandaram o império de Patinhas de sua Caixa-Forte enquanto ele esteve fora. Durante esses anos, Hortênsia conheceu seu namorado, Patoso, com quem se casou em 1920. Mais tarde, no mesmo ano, ela deu à luz a gêmeos. Seu filho se chamava Pato Donald e sua filha Dumbela Pato. Dos dois, apenas o menino herdou o temperamento explosivo dos pais. Uma briga com Patinhas em 1930 acabou com todos os relacionamentos entre ele e sua família.
Patinhas afirmou que ele era o último MacPato vivo, insinuando que talvez Hortênsia e Matilda estivessem mortas, apesar de Matilda ter participado de "Uma Carta de Casa (2004)".

## Outras mídias
Hortense é mencionada e retratada no primeiro episódio de DuckTales de 2017, intitulado "Woo-oo!", Onde Patrícia Vanderpato a cita como um elo de ligação entre os trigêmeos e o Tio Patinhas.

## Nomes em outros idiomas
- Alemão: Dortel Duck
- Dinamarquês: Hortensia von And
- Finlandês: Hortensia McAnkka
- Francês: Hortense
- Grego: Βολκάνα Μακ Ντακ
- Holandês: Hortensia McDuck
- Inglês: Hortense McDuck
- Italiano: Ortensia de Paperoni
- Norueguês: Lillegull McDuck
- Polonês: Hortensja McKwacz
- Sueco: Hortensia von Anka